# Neuzelle
Neuzelle er en kommune i landkreis Oder-Spree i den tyske delstat Brandenburg.